# Lilian Tintori
Lilian Adriana Tintori Parra (Caracas, Venezuela, 5 de mayo de 1978) es una activista venezolana, esposa del político Leopoldo López y madre de sus tres hijos. Igualmente es coach certificada, deportista y locutora. Inició su carrera como activista cuando su esposo fue arrestado y condenado a 13 años de prisión por el Tribunal Supremo de Justicia durante el gobierno de Nicolás Maduro, por haber liderado las manifestaciones de 2014. Tintori también ha liderado protestas en contra del gobierno venezolano.

## Biografía
Nació en Caracas el 5 de mayo de 1978. Su madre, Lilian Parra, es venezolana y su padre, Franco Tintori, es italiano. En el año 1973 Franco llegó a Venezuela y se casó con Lilian Marlene Parra, con quien tuvo seis hijos: Valentina, Lilian, Franco, Alejandro, Patricia y Paola.
Lilian y sus hermanos crecieron en la ciudad de Caracas, en la urbanización de El Cafetal en Chuao, y estudió en la Academia Merici. A los 12 años obtuvo su primer trabajo como vendedora en una librería en la urbanización Santa Marta, en Chuao. 
En 2001, se graduó en Educación Preescolar en la Universidad Católica Andrés Bello y durante su carrera trabajó como maestra en el Instituto Andes de Caracas como profesora de preescolar.  En ese mismo año participó en programas de supervivencia como Robinson, la gran aventura.
En 2002 Tintori obtuvo un certificado de locución en la Universidad Central de Venezuela. Durante seis años se destacó por su trabajo en medios de comunicación como: FM Center, Unión Radio, Puma TV que se convirtió en canal i, Televen y Radio Caracas Televisión.
El 19 de abril de 2007 contrajo matrimonio con el líder político Leopoldo López, con quien tiene tres hijos: Manuela Rafaela, nacida el 19 de septiembre de 2009, Leopoldo Santiago, nacido el 11 de enero de 2013 y Federica Antonieta, nacida el 22 de enero de 2018. 
En el 2008, siendo campeona venezolana de kitesurf, logró una hazaña al cruzar el mar desde las costas venezolanas hasta la isla de Aruba, en un recorrido de 60 kilómetros que logró. Este reto, llamado Travesía Franco Tintori, lo realizó en honor a su padre fallecido. Desde 1998 ha participado como corredora en maratones internacionales.
Años más tarde, para continuar con su formación profesional, en 2009 hizo un diplomado en Comunicación Política también en la Universidad Católica Andrés Bello.
Tintori ha sido embajadora de Socieven, asociación sin fines de lucro, para la concienciazación de la sordo-ceguera. Ha colaborado con la Fundación BFC en la campaña en contra de la violencia de género y con la Fundación Jóvenes por los Derechos Humanos en diversos eventos. En la actualidad reside en Madrid, donde se encuentra cursando el programa de gerencia y liderazgo avanzado de la IE Business School.

### Activismo

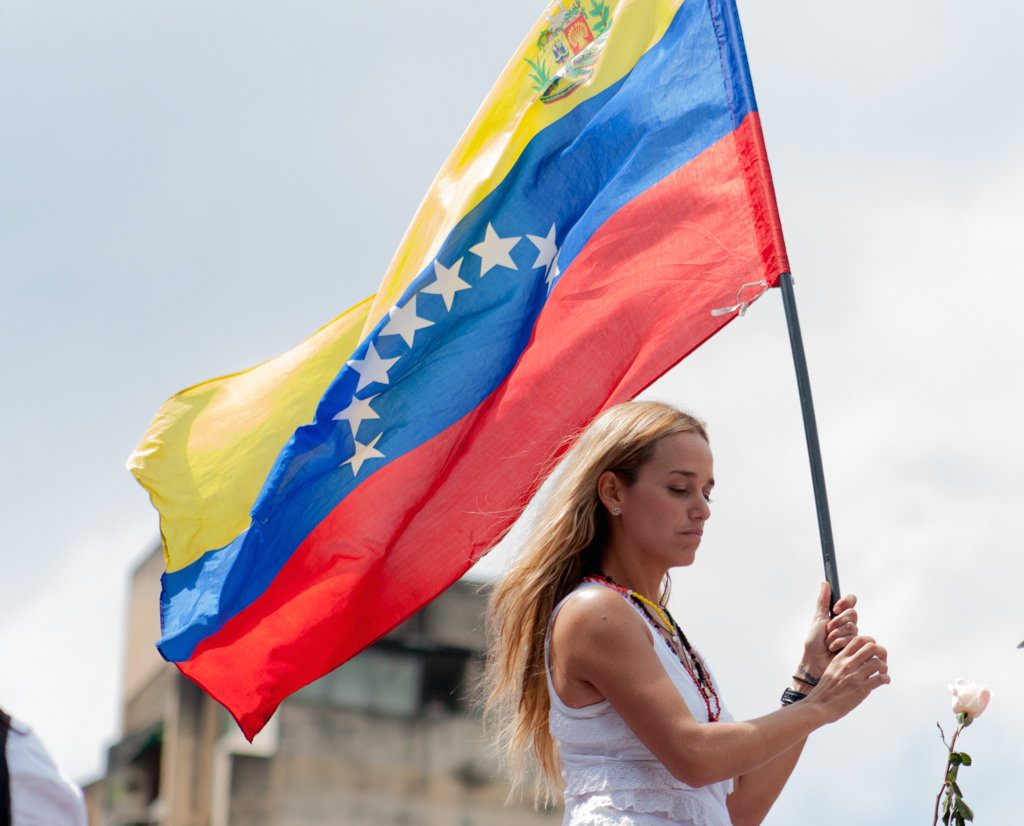
Lilian Tintori con la bandera de Venezuela durante una protesta contra Nicolás Maduro.

Su carrera de activista en Venezuela comenzó el 18 de febrero de 2014, cuando su marido, Leopoldo López, opositor al gobierno chavista de Nicolás Maduro y líder del partido socialdemócrata Voluntad Popular, fue recluido en la cárcel de Ramo Verde, en Los Teques, estado Miranda. 
Tintori se ha mostrado junto a varios dirigentes opositores como Henrique Capriles y María Corina Machado en manifestaciones para pedir por la libertad de su marido, de quien se ha convertido en portavoz.
A lo largo de esta etapa, Lilian ha viajado a varios países como Argentina, Brasil, Chile, y Panamá, entre otros, para pedir apoyo para la libertad de su marido condenado a 13 años y 9 meses. Asimismo, la activista se ha reunido con varios políticos, como Mariano Rajoy o John Kerry y diversos expresidentes de América Latina como Alan García, Fernando Henrique Cardoso y otros, quienes le han brindado apoyo.
El 29 de agosto de 2017 la policía científica (CICPC) confiscó 200 millones de bolívares en efectivo (equivalente a 60.000 dólares para entonces) repartidos en cuatro cajas de madera halladas en un coche, propiedad de Tintori. Tintori y dos vicepresidentes del Banco Occidental de Descuento fueron imputados y tienen prohibido salir del país durante la investigación. Tintori aseguró que el dinero era para cubrir gastos médicos de su abuela y que se trata de una maniobra del gobierno para impedir una gira internacional donde se encontraría con líderes de varios países europeos.